# MBLAQ
MBLAQ (엠블랙, un acrónimo para Music Boys Live in Absolute Quality) es un grupo surcoreano creado por el cantante coreano de pop y R&B, Rain, bajo su discográfica J.Tune Entertainment. El grupo está formado por tres miembros: Seung Ho, G.O y Mir. Originalmente siendo un grupo de cinco miembros, Lee Joon y Thunder dejaron el grupo en diciembre de 2014 para centrarse en sus carreras en solitario. Debutó el 15 de octubre de 2009, habiéndose dado a conocer antes en el concierto de Rain Legend of Rainism. El 14 de octubre de 2009, el grupo lanzó su primer sencillo Just BLAQ el cual encabezó varias listas de éxitos musicales en Corea del Sur. Su club de fans oficial es A+ debido a que los cinco integrantes del grupo tienen el grupo sanguíneo A+. Desde 2015, el grupo se encuentra en una pausa, pero se puede aclarar que no se ha disuelto oficialmente.

## Historia
Habiéndose entrenado durante dos años, MBLAQ fue anunciado por primera vez el 21 de septiembre de 2009, con una aparición en la revista Nylon. El grupo apareció al lado de Rain, en su concierto Legend of Rainism. Interpretaron varias canciones de su EP, Just BLAQ y fueron acogidos con elogios. El grupo sacó teasers para su canción debut, "Oh Yeah" el 12 de octubre, siendo lanzado el vídeo musical dos días más tarde.[cita requerida] Coincidiendo con el vídeo musical, el debut del sencillo de MBLAQ Just BLAQ, fue lanzado el mismo día, alcanzando la cima de varias listas de éxitos en Corea del Sur. El día siguiente, el grupo emitió debut en M!Countdown de M.net, interpretando "Oh Yeah". 
A principios de diciembre, el grupo debutó en Japón, siguiendo la actuación durante el encuentro de fanes de Rain- teniendo como resultado un documental que fue producido acerca de su estancia en Japón. Más tarde en el mismo mes, el grupo comenzó promociones para su segunda canción, "G.o.o.d Luv", con el lanzamiento del vídeo musical el 10 de diciembre de 2009. El 15 de diciembre, fue anunciado que el grupo sería parte de la Quinta Temporada de Idol Show (Hangul: 아이돌 군단의 떴다! 그녀 lit. Idol Corps, She Has Arrived!), siendo emitido el primer episodio el día siguiente.

## 2009: Just BLAQ
Habiendo entrenado por dos años MBLAQ fue por primera vez anunciado el 21 de septiembre de 2009 con una aparición en la revista Nylon. El grupo apareció junto a Rain en su concierto "Legend of Rainism" Ellos presentaron varias canciones de su EP 'Just BLAQ' y fueron recibidos con elogios con muchos espectadores en el concierto y fanes considerándolos como los siguientes DBSK. El grupo lanzó teasers para su canción debut 'Oh Yeah' el 12 de octubre con su video musical revelados dos días después. Coincidiendo con el video musical, el sencillo debut de MBLAQ 'Just BLAQ' fue revelado el mismo día llegando cubriendo varios charts en Sur Corea. El siguiente día, el grupo hizo su debut en televisión en el programa de M! Countdown de Mnet con 'Oh Yeah'
A principios de diciembre, el grupo debutó en Japón, siguiendo su presentación durante el fan-meeting de Rain resultando en un documental sobre su estancia en Japón. Más tarde en ese mismo mes, el grupo comenzó las promociones de su siguiente canción 'G.O.O.D. Luv' con dos videos musicales revelados, un video no oficial antes del oficial el 10 de diciembre. En mayo de 2011, Cheondung Reveló que el exmiembro, Sang Bae dejó el grupo debido a su mal estado de salud, Cheondung también dijo que se había unido a MBLAQ solo 15 días antes del debut de MBLAQ y que aún mientras en las presentaciones en vivo si canta y rapea, su voz no es en realidad la que aparece grabada en las canciones de 'Just BLAQ' debido a la falta de tiempo.

## 2010: Y
El 19 de mayo de 2012, el grupo reveló su segundo mini-álbum, Y, una canción que el mismo Rain escribió, compuso, produjo e hizo la coreografía. El video musical para la canción título, Y, fue revelado el mismo día a medianoche ya con teasers revelados desde el 6 de mayo. MBLAQ fue primer lugar el 3 de junio de 2010 en el programa musical M! Countdown, y fueron votados como el mejor Grupo Novato de la primera mitad del 2010 a través de una encuesta a través del sitio coreano de música Bugs; obteniendo un 46% de los votos
El 29 de diciembre de 2010, MBLAQ reveló un teaser para su primer álbum de larga duración, que fue revelado el 10 de enero de 2011
El 30 de diciembre de 2010, J. Tune Entertainment se unió con JYP Entertainment, pero como MBLAQ es parte de J. Tune Camp, no son considerados parte de JYP Entertainment.

## 2011: BLAQ Style, debut japonés y Mona Lisa

### BLAQ style
MBLAQ estaba inicialmente programado para regresar en noviembre de 2010, sin embargo en diciembre J. Tune Camp reveló que MBLAQ regresaría a la escena musical en enero de 2011. MBLAQ mostró anuncios publicitarios en autobuses y paradas de autobús en Seúl por el lanzamiento de su álbum, y también revelaban que MBLAQ participó en la producción del álbum, personalmente eligiendo todas las canciones presentes en el álbum. Seungho dijo "Como forma de independencia (de Rain) nosotros personalmente elegimos todas las canciones y participamos en la producción" con Seungho componiendo y tocando la canción de introducción 'Sad Memories' y Mir escribiendo el rap de 'You're my +'.
El 3 de enero de 2011, J. Tune Camp reveló el video musical de 'Cry' en Youtube, una canción R&B producida por E-Tribe. El video ganó más de 500,000 visitas en menos de una semana. En medio del lanzamiento del video de 'Cry' y el álbum, MBLAQ reveló las fotos de cubierta para BLAQ Style. Debido a este lanzamiento MBLAQ llevó a cabo un fan-meeting para 1500 fanes el 9 de enero de 2011, donde los fanes fueron capaces de ver la primera presentación de 'Cry' y la entonces, aún no revelada canción título 'Stay'. El 10 de enero de 2011 MBLAQ lanza su primer álbum de estudip y dos teasers para su canción título 'Stay'. Despupes de solo un día de haberlo revelado MBLAQ registró 25,000 órdenes del álbum. El 11 de enero J.Tune Camp reveló el video musical completo de 'Stay' en Youtube que ganó más de 400,000 visitas en menos de una semana.
El 13 de enero, MBALQ regresó al escenario en M!Countdown de Mnet siguiendo sus presentaciones de regreso el 14 en Music Bank de KBS TV2 , el 15 en Music Core de MBC y el 16 en Inkigayo de SBS
MBLAQ fue nombrado artistas del Mes por MTV Corea en el mes de febrero y lanzó un álbum repackaged titulado 'BLAQ Style - 3D Edition' el 22 de febrero del mismo año. El álbum consiste en las 13 canciones del BLAQ Style más 3 nuevas canciones. Dos de las tres incluyeron la participanción de MBLAQ en la producción. La canción '돌아올 수 없는'(Can't Come Back) fue compuesta por G.O y la letra fue escrita por G.O y Mir, mientras que la canción titulada 'You' fue escrita y compuesta por Cheondung. Cuando fue revelado, 'BLAQ Style 3D' alcanzó el número 1 en los Hanteo charts y la tercera nueva canción, 'Again' fue usada para promocionar 'The Fighter' (película de 2010) en Corea del Sur.
BLAQ Style 3D fue lanzado en Taiwán el 18 de marzo y alcanzó el lugar número 1 del 18 al 24 de marzo en el G-Music chart de Taiwán bajo la categoría K-pop y J-pop sin ninguna promoción en tal país.

### Debut Japonés, 'Your Luv' y 'Baby U!'
El 9 de enero, J. Tune Camp anunció que MBLAQ debutaría en Japón en mayo, firmando con Sony Music Japan. J. Tune Camp llevó a cabo una conferencia de prensa hacia el final de enero con prensa japonesa con respecto a sus planes oficiales. En febrero MBLAQ visitó Japón para granar las canciones y tener una sesión de fotos para su álbum. A su llegada, 800 reporteros y fanes estaban esperando en el aeropuerto. MBLAQ lanzó su álbum Japonés el 4 de mayo de 2011 con presentaciones en vivo en Osaka, Sapporo, Nagoya, Fukuoka y Tokio durante la semana.
El 11 de abril del video música del 'Your Luv' fue revelado en MTV Japan y los ringtones de 'Your Luv' fueron lanzados en el sitio: Recochoku. Después del lanzamiento de 'Your Luv' el 19 de abril ocupó el primer lugar por 4 días consecutivos en Recochoku. MBLAQ también fue primer lugar en el chart 'Cellphone Message Music Video'. Además las pre-odenes del sencillo en sus versiones regular, limitada A y limitada B fueron primero, segundo y tercer lugar.
El 3 de mayo, MBLAQ inició sus promociones japonesas con su evento debut en la Plaza 'Kagawa Lazona Kawasaki' , reuniendo a 10,000 fanes. Presentaron 'Oh yeah', 'Your Luv', 'Daijobu', entre otras y más de 4000 discos fueron vendidos durante el evento. 'Your Luv' alcanzó la segunda posición en el 'Oricon Daily Charts' el 3 de mayo, antes de su debut oficial y de la fecha de lanzamiento. El 4 de mayo, su fecha debu oficial, 'Your Luv' alcanzó la primera posición en el 'Oricon Daily Charts' vendiendo más de 11,000 discos. Una semana después de su debut, MBLAQ alcanzó la segunda posición en el 'Oricon Daily Charts' vendiendo más de 40,000 copias de 'Your Luv'. En junio fue anunciado que 'Your Luv' sería usado para la adaptación japonesa animada del cómic de Marvel, 'Blade'.
En septiembre fue revelado que el nuevo sencillo japonés de MBLAQ sería usado para el anime japonés 'Beelzebub'. El título del sencillo es 'Baby U!' y fue revelado el 26 de octubre de 2011. 'Baby U!' alcanzó la segunda posición en el 'Oricon Daily Charts' en el día de su lanzamiento, vendiendo más de 22,000 copias. Como parte de sus promociones, MBLAQ viajó a Nagoya el 28, a Osaka en 29 y a Tokio el 30 para celebrar el lanzamiento de su nuevo sencillo. El 30 de octubre de 1500 fanes fueron elegidos por un sorteo entre 12,500 personas quienes se reunieron en la avenida para unirse a la presentación en vivo y al Gran Torneo de Bingo. En el día final, 23,000 fanes se reunieron para el evento especial 'High five' al igual que presentaciones.
'Baby U!' alcanzó el número dos en el 'Oricon Weekly Chart', vendiendo un total de 45,624 copias en la primera semana. La canción alcanzó el #1 en el Billboard Hot Animation Chart japonés.

## Miembros
| Miembro      | Miembro | Nombre de Nacimiento | Nombre de Nacimiento | Fecha de Nacimiento              | Posición                                          |
| Romanización | Hangul  | Romanización         | Hangul               | Fecha de Nacimiento              | Posición                                          |
| ------------ | ------- | -------------------- | -------------------- | -------------------------------- | ------------------------------------------------- |
| Seungho      | 승호    | Yang Seung Ho        | 양승호               | 16 de octubre de 1987 (37 años)  | Líder, bailarín, vocalista                        |
| G.O          | 지오    | Jung Byung Hee       | 정병희               | 6 de noviembre de 1987 (37 años) | Vocalista principal                               |
| Lee Joon     | 이준    | Lee Chang Sun        | 이창선               | 7 de febrero de 1988 (37 años)   | Bailarín principal, vocalista, visual (exmiembro) |
| Thunder      | 천둥    | Park Sang Hyun       | 박상현               | 7 de octubre de 1990 (34 años)   | Vocalista y rapero (exmiembro)                    |
| Mir          | 미르    | Bang Cheol Yong      | 방철용               | 10 de marzo de 1991 (34 años)    | Rapero principal, maknae                          |

## Discografía

### Mini Álbumes
- Y (2010)

1. (Intro) 4 Ya' Stereo (Feat. Taewan a.k.a C-Luv)
2. Y
3. One Better Day
4. What U Want
5. Last Luv
6. Y (Instr.)
7. One Better Day (Instr.)

- Mona Lisa (2011)

1. Ojos Fríos
2. Mona Lisa
3. I Don't Know
4. You Knew
5. One
6. I Shouldn't Speak...

- 100% Ver. (2012)

1. Run
2. It's War
3. Scribble
4. Her dazzling
5. Hello My EX

- Sexy Beat (2013)

1. Sexy Beat
2. Smoky Girl
3. R U OK?
4. Celebrate
5. Pretty Girl
6. Dress Up

- Broken (2014)

1. Broken (Intro)
2. Be A Man
3. 우리 사이
4. 12개월
5. 열쇠
6. 둘이라서
7. Still With You (Outro)

- Winter (2014)

1. Live in the past
2. Spring, summer, autumn and winter
3. You ain't know
4. Rust
5. That mean's fine

### Álbumes
- BLAQ Style (2011)

1. (Intro) Sad Memories
2. Stay
3. Cry
4. Darling
5. Throw Away
6. Rust
7. Tonight
8. Wish You Hadn’t
9. You’re my +
10. Rolling U
11. Oh Yeah (C-Luv & Blue Magic Remix)
12. Y (Jr Groove Remix)
13. (Outro)(Different Beginning)

- BLAQ Memories ~Best in Korea (2012)

1. Sad Memories (Intro)
2. Oh Yeah
3. G.O.O.D Luv
4. Y
5. Last Luv
6. Cry
7. Stay
8. Can't Come Back
9. You
10. You're My +
11. Rust
12. Mona Lisa
13. You're My + (Japanese Version)

## Premios
- 2010 : 17th Annual Republic of Korea Entertainment Arts Awards Ceremony: Group Singer Award.
- 2010 : 18th Korean Cultural Entertainment Awards: New Generation Popular Music Teen Singer Award.
- 2010 : Junio 3 M!Countdown con su canción "Y"
- 2011 : Asia Jewelry Awards: Diamond Award.
- 2011 : 19th Korean Cultural Entertainment Awards: Idol Music Grand Award.
- 2011 : German Korean Entertainment Awards (Remarkable Awards 2011): Mini Album of the Year with Mona Lisa.
- 2012 : 26th Golden Disk Awards: Disk Bonsang.
- 2012 : 7th Annual Asia Model Awards: Popular Singer Award.
- 2012 : Enero 26 M!Countdown con su canción "This is War"
- 2012 : Febrero 2 M!Countdown con su canción "This is War"